# دين كلارك
دين كلارك (بالإنجليزية: Dean Clark)‏ (31 مارس 1980 في المملكة المتحدة - ) هو لاعب كرة قدم بريطاني في مركز الوسط. لعب مع نادي برينتفورد ونادي هايز ونادي وكينغ ونادي سلاو تاون وBrook House F.C. ‏ وBeaconsfield Town F.C. ‏ ونادي نورثوود لكرة القدم وUxbridge F.C. ‏.

## وصلات خارجية
- دين كلارك على موقع قاعدة بيانات كرة القدم.إي يو (الإنجليزية)
- دين كلارك على موقع Soccerbase.com (لاعب) (الإنجليزية)